# Salford City FC
Salford City FC is een professionele voetbalclub uit de Engelse stad Salford, Greater Manchester. De club speelt in de League Two, de vierde klasse van het Engelse voetbal. De club is in handen van Peter Lim, tevens eigenaar van Valencia CF, en enkele oud-spelers van Manchester United, namelijk de broers Phil en Gary Neville, Ryan Giggs, Paul Scholes, Nicky Butt en David Beckham.
Tevens vertolken deze oud-spelers ook de hoofdrollen in de documentaire The Class of '92, uitgebracht in 2013.

## Geschiedenis

### 1940 tot 1989
De club werd opgericht in 1940 als Salford Central en ontwikkelde zich gestaag door lokale competities, totdat de club zich in 1963 aansloot bij de Manchester League en zijn naam veranderde naar Salford Amateurs. Vanaf de jaren '70 werden "the Ammies" een ploeg om rekening mee te houden. In 1973 won het de Lancashire Amateur Cup, net als in 1975 en 1977. Alle lokale competities en bekertoernooien werden minstens een keer gewonnen. De ultieme prijs – Champion of Champions – werd veiliggesteld in 1977. Vanaf 1979, na een succesvol decennium, werden de eerste stappen gezet naar een definitieve plaats in het Engelse non-league voetbal.
De spelers en het bestuur namen de taak op zich het herstel van het huidige Moor Lane in gang te zetten. Het veld was in slechte staat, de tribunes hadden geen overkapping en waren tevens vervallen. Na maanden van hard werken was het stadion opgeknapt en voldeed het aan de eisen om vanaf het jaar 1980 deel te mogen nemen aan de Cheshire League. Toen in 1982 de North West Counties League werd opgericht als fusie de Lancashire Combination League en de Cheshire League, bleek het stadion ook geschikt voor deelname aan deze nieuwe divisie. Op deze manier kon Salford toetreden tot de non-league piramide.

### 1989 tot 2005
In 1989 trad Salford aan in de finale van de Manchester Premier Cup, op Old Trafford. In dat zelfde seizoen werd de eerste veldverlichting aangelegd op Moor Lane en besloot men de naam Salford Amateurs te veranderen in Salford City. In 1990 vierde de club haar 50-jarig bestaan en nam het voor het eerst deel aan de eindronde van de FA Cup. Hiermee verwierf de club landelijke bekendheid doordat het opgenomen werd in het BBC-programma ''Road to Wembley''. Ondanks de feestelijkheden degradeerde de club in dat zelfde seizoen. In 1992 volgde een herstructurering van de competities waardoor de club haar plek in de Division One terugkreeg. Onder leiding van voormalig Manchester United-speler Billy Garton werd de negende plaats in de competitie bereikt, tot dan toe het hoogste resultaat ooit. In de jaren die daarop volgden ontwikkelde Salford City zich meer en meer. Onder Andy Brown werd de derde plaats bereikt en werd op doelsaldo promotie misgelopen. Tevens werd de finale van de Premier Cup weer bereikt. Onder Gary Fellows ontwikkelde Salford City zich tot een vaste kracht in de North West Counties League. In 2006 werd de League Challenge Cup gewonnen en in 2007 werd promotie op een haar na misgelopen.
In het seizoen 2004/05, bereikte de club de derde ronde van de FA Vase, en in het daaropvolgende seizoen bereikte het de derde kwalificatieronde van de FA Cup. In het seizoen 2005/06 werd ook de North West Counties League Cup gewonnen, door Cammell Laird in de finale te verslaan.

### 2005 tot 2010
Het seizoen 2007/08 seizoen werd het tot dan toe meest succesvolle in de geschiedenis van Salford City toen het op de tweede plaats van de Division One van de North West Counties League eindigde. Dit resultaat gaf recht op promotie naar de Division One North van de Northern Premier League, het achtste niveau van het Engelse voetbalsysteem.
In het seizoen 2008/09 kwam Salford City voor het eerst uit in de Northern Premier League. Dat seizoen kende een moeizame start; in de eerste zeven duels pakte de club slechts één punt. Manager Gary Fellows werd, ondanks in het vorige seizoen promotie te hebben bereikt, in oktober 2008 ontslagen en vervangen door Ashley Berry. Na slechts twee maanden werd ook Berry wegens teleurstellende resultaten ontslagen en vervangen door Paul Wright. Wright was echter tot in maart 2009 geschorst door de Football Association, en moest hij tot die tijd vervangen worden door assistent-manager Neil Hall. Op het moment dat Wright dan uiteindelijk zijn taken op zich kon nemen, kwijnde Salford City weg op de laatste plaats; het had slechts één overwinning geboekt en een totaal van acht punten uit 26 wedstrijden. Hierdoor was Salford nog vijftien punten verwijderd van handhaving. De heropleving van Salford begon met een 5-3 winst tegen Lancaster City. Met het aantreden van de nieuwe technische staf begonnen de sportieve resultaten aanzienlijk te verbeteren, wat leidde tot verbazingwekkend goede cijfers; negen overwinningen en een gelijkspel uit veertien wedstrijden. Door deze inhaalslag wist Salford zich op de laatste dag van het seizoen te handhaven door Garforth Town met 5-2 te verslaan.
Het seizoen 2009/10 leverde zowel in de FA Cup als in de FA Trophy goede prestaties op, maar in de reguliere competitie bleef de club kwakkelen. In februari 2010 werd Paul Wright na vier opeenvolgende verloren thuiswedstrijden ontslagen. In plaats van het benoemen van een nieuwe permanente opvolger, nam voorzitter Darren Quick het ongewone besluit om zelf de rol van interim-manager op zich te nemen. Onder Quick beleefde Salford City een sterke tweede helft van het seizoen, door 36 punten te halen uit de laatste wedstrijden. Hiermee bereikte de club haar hoogste positie in de competitie ooit, de elfde plaats van de Northern Premier League Division One.

### 2010 tot 2014
Ondanks de goede sportieve resultaten in het seizoen 2009/10 kende het seizoen 2010/11 een moeizame start. Dit deed Darren Quick ertoe besluiten zijn werkzaamheden als interim-manager te beëindigen en plaats te maken voor Rhodri Giggs, die als speler-manager zou gaan fungeren, samen met Danny Jones, die al een ervaren manager was. Onder Giggs' bewind verbeterden de resultaten weer, wat resulteerde in een twaalfde plaats op de ranglijst. In tegenstelling tot vorig seizoen begon het seizoen 2011/12 voorspoedig waardoor de hoop op deelname aan de play-offs voor promotie begon toe te nemen. Het kalenderjaar 2012 verliep echter teleurstellend door een slechte vorm van de spelers en het vertrek van meerdere dragende spelers. Uiteindelijk behaalde Salford wederom een plaats in de middenmoot. Na de laatste thuiswedstrijd van het seizoen kondigde Giggs aan zijn taken per direct neer te leggen.
In Mei 2012 werd voormalig profvoetballer Darren Sheridan als nieuwe manager aangesteld. Het seizoen 2012/13 kende een goede start. In de laatste kwalificatieronde voor de FA Cup stond de lokale derby tegen FC United of Manchester op het programma. Meer dan 1.300 fans waren aanwezig op Moor Lane, waar Salford in een spannend duel nipt verloor. De carrière van Sheridan bij Selford was van korte duur; na acht maanden nam hij ontslag nadat het budget voor het jaar 2013 werd herzien. De club benoemt Andy Heald als interim-manager, en een maand later wordt hij benoemd tot manager. . Onder Heald behaalde Salford een teleurstellende zestiende plaats in de Premier League Division North. Dit werd echter voor een groot deel goedgemaakt door het bereiken van de finale van de Manchester Premier Cup, waar Mossley AFC op Edgeley Park de tegenstander was. Deze finale werd ondanks een late comeback tot 2-2 verloren na een penaltyserie: 4-2 Aan het eind van het seizoen werd bekend dat Heald en zijn assistent Chris Thompson de club in goed overleg gingen verlaten.
In de voorbereidingen op het seizoen 2013/14 werden Barry Massay en Phil Power gezamenlijk tot manager benoemd. Daarnaast nam Karen Baird, een zakenvrouw uit Salford, het voorzitterschap over van Quick. Het nieuwe managersduo kende een sterke seizoensstart en bleef de eerste zes wedstrijden van het seizoen ongeslagen. Aan deze goede vorm kwam in oktober 2013 echter een einde nadat Power verder ging als hoofdmanager en Massay zijn assistent werd. Een maand later verliet Massay de club.

### Nieuw tijdperk
In maart 2014 werden de eerste berichten over een overname door voormalig voetballers van Manchester United wereldkundig. Ryan Giggs, Gary Neville, Phil Neville, Paul Scholes en Nicky Butt, zouden onder voorbehoud mede-eigenaar van de club willen worden. De rest van het seizoen werd de goedkeuring door de FA en de Northern Premier League afgewacht. De verwachting was dat de deal zou worden afgerond in de zomer. Het seizoen 2013-14 eindigde voor Salford op de twaalfde plaats.
Toen de overname in juli 2014 een feit geworden was, deelde Giggs de ambitieuze plannen van het nieuwe bestuur mee. Het doel voor non-league club Salford City werd gesteld op deelname aan de Championship binnen vijftien jaar. Karen Baird mocht aanblijven als voorzitter van de club en Power als manager. Voorafgaand aan de start van het seizoen 2014/15 vond een oefenwedstrijd plaats tussen Salford City en een 'Class of' 92'-elftal, met daar in alle vijf de nieuwe eigenaren vertegenwoordigd. De wedstrijd werd met 5-1 gewonnen door Salford City. Ook het seizoen 2014/15 kende een goede start. Dit keer begon Salford met een ongeslagen reeks in de eerste 13 wedstrijden. In september 2014 werd bekend dat 50% van de aandelen van de club werden verkocht aan de uit Singapore afkomstige miljardair Peter Lim, de eigenaar van Valencia CF.
Ondanks de veelbelovende start van het seizoen volgde in december 2014 een dip. Slechts vier van de elf wedstrijden werden gewonnen, waardoor de koppositie moest worden afgestaan aan Darlington. Power werd als manager verantwoordelijk gehouden voor deze slechte resultaten. In januari 2015 werd hij na een dienstverband van achttien maanden ontslagen. Eigenaren Paul Scholes en Phil Neville opereerden in de wedstrijd tegen Kendal Town eenmalig als interim-managers, waarna de komst van het nieuwe managersduo Anthony Johnson en Bernard Morley werd aangekondigd. Johnson en Morley hadden in het vorige seizoen met Ramsbottom United promotie uit de Northern Premier League Division One North bereikt. Sinds het aantreden van de nieuwe managers werden vijftien van de zeventien resterende wedstrijden gewonnen, waardoor de koppositie van weer heroverd werd. Aangezien Darlington er op de een na laatste speeldag niet in slaagde om te winnen, pakte Salford de titel en bereikte daarmee promotie naar de Northern Premier League Premier Division. Het kampioenschap werd gevierd met de meer dan 1.100 aanwezige supporters.
In oktober 2015 was de club te zien in de serie Class of 92: Out of Their League van BBC One.
25 jaar na de eerste deelname bereikte de club wederom de eerste ronde van de FA Cup na Whitby Town (tevens uitkomend in de Northern Premier League Premier Division), Curzon Ashton en Bradford Park Avenue (beiden uitkomend in de National League North), en Southport (uitkomend in de National League) te verslaan in de kwalificatierondes.Voor de ogen van 1.400 aanwezige supporters en vele miljoenen kijkers op televisie, boekte Salford een 2-0 overwinning op League Two-club Notts County. In de tweede ronde werd thuis gelijkgespeeld tegen Hartlepool United, tevens uitkomend in de League Two. Ook dit keer was de wedstrijd uitverkocht en live te volgen op televisie. Een verdienstelijk 1-1 gelijkspel betekende een replay in Hartlepool. In de replay wist Salford, ondanks de bovenliggende partij te zijn, niet te winnen. Gesteund door 500 meegereisde supporters verloor Salford na twee doelpunten in de extra tijd. In de reguliere competitie maakte Salford het gehele seizoen deel uit van de top vijf van de ranglijst, wat uiteindelijk resulteerde in een derde plaats aan het eind van het seizoen. Salford moest alleen in kampioen Darlington en nummer twee Blyth Spartans haar meerdere erkennen. De derde plaats betekende recht op play-offs om promotie. Ashton United werd in de halve finale op Moor Lane met 3-1 verslagen. Vier dagen later wachtte Workington in de finale hetzelfde lot: Salford won, wederom op Moor Lane, met 3-2. Bijna 2.000 toeschouwers waren getuigen van een spektakelstuk waarbij Salford in de laatste elf minuten twee keer wist te scoren. Door de winst in de finale promoveerde Salford City naar de National League North, waar het sinds het seizoen 2016/17 uitkwam. Dit was destijds het hoogste niveau dat de club in haar 76-jarig bestaan heeft weten te bereiken.

#### Fulltime status
In maart 2017 werd bekend dat de gezamenlijke managers zich per 1 april middels een tweejarig fulltime contract aan de club hebben gebonden. Daarnaast maakte men wereldkundig dat vanaf 1 juli van dat jaar alle spelers als fulltime profvoetballers voor de club zouden gaan uitkomen.
Op 21 april 2018 werd de club kampioen van de National League North voor het seizoen 2017/18 met nog één wedstrijd te gaan, en promoveerde zodoende naar de National League. Hierna werd op 8 mei 2018 aangekondigd dat de gezamenlijke managers Johnson en Morley de club hadden verlaten met wederzijdse toestemming, vanwege onverenigbare verschillen in prestaties en contractduur. Kort daarna op 14 mei werd Graham Alexander aangesteld als de nieuwe trainer van de club.
In januari 2019 werd aangekondigd dat David Beckham zich zou aansluiten als mede-eigenaar van de club, waarbij hij 10% van de club, eerder in handen van Peter Lim, overnam.

#### Promotie naar de Football League

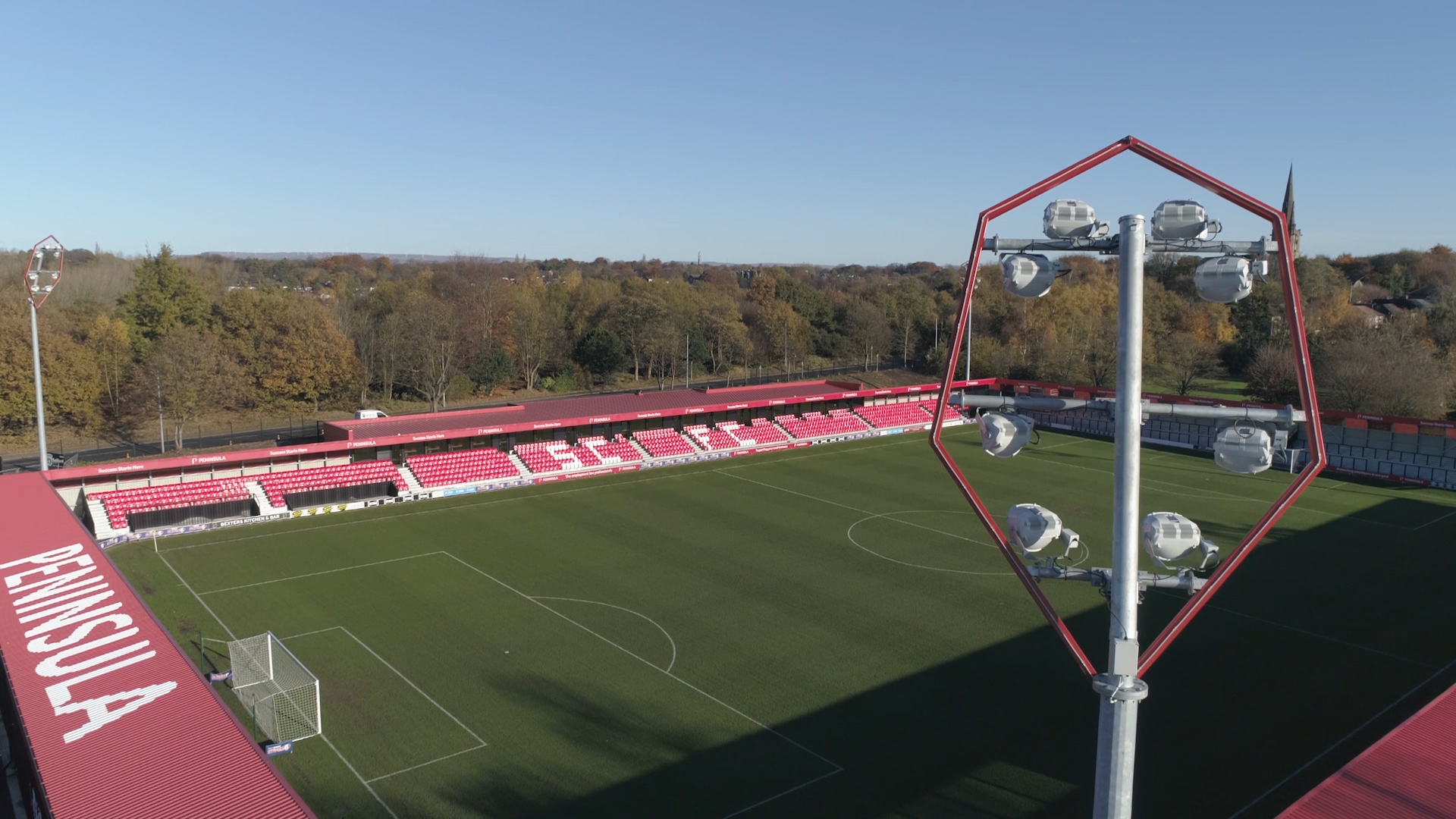
Moor Lane

Op 11 mei 2019 promoveerde Salford voor het eerst in hun geschiedenis naar de League Two na AFC Fylde met 3-0 te hebben verslagen in de play-off finale van de National League. Ze begonnen hun eerste seizoen in de competitie met een 2-0 overwinning op Stevenage FC. Op 13 maart 2021 won Salford City de uitgestelde finale om de EFL Trophy 2019/20 na penalty's van Portsmouth.
Accrington Stanley ·
Barrow · 
Bradford City ·
Bromley ·
Carlisle United ·
Cheltenham Town ·
Chesterfield ·
Colchester United ·
Crewe Alexandra · 
Doncaster Rovers ·
Fleetwood Town ·
Gillingham ·
Grimsby Town ·
Harrogate Town · 
Milton Keynes Dons · 
Morecambe · 
Newport County ·	
Notts County · 
Port Vale ·
Salford City · 
Swindon Town ·
Tranmere Rovers ·
Walsall ·
Wimbledon